# Elogio delle donne mature
Elogio delle donne mature (In Praise of Older Women) è un romanzo di formazione erotico del 1965 di Stephen Vizinczey. La vicenda, che si mescola a molteplici note autobiografiche, segue la vita di András Vajda, un giovane ragazzo che vive in Ungheria.

## Storia editoriale
Dopo avere subito il rifiuto di molti editori, nel 1965 Stephen Vizinczey decise di pubblicare il romanzo a proprie spese, in Canada, dove viveva da esule. Nel 2001 il libro fu tradotto per la prima volta in francese e divenne un best seller in Francia, mentre in Italia fu pubblicato due anni dopo.

## Trama
Figlio di devoti cattolici ungheresi, András Vajda trascorre i suoi primi anni di vita a Székesfehérvàr dopo l'assassinio di suo padre per mano dei nazisti, e riceve una solida formazione classica presso i monaci francescani. András dimostra sin da bambino un fascino per l'universo femminile, con il quale entra in contatto la prima volta quando sua madre invita le amiche a casa. Nell'autunno del 1943, quando l'Ungheria occidentale è stata già occupata dalla Wehrmacht, il ragazzo viene mandato all’accademia militare in una cittadina vicino al confine con l’Austria. Tuttavia, i cadetti sono costretti a fuggire verso Vienna quando le truppe russe si accampano nei pressi della loro accademia: per due anni András vaga nel limbo che è la linea del fronte austriaco, tra l'esercito russo e quello tedesco, sopravvivendo grazie a piccole ruberie nei campi di patate. Nel maggio 1945 viene soccorso da alcuni soldati americani, dai quali viene ingaggiato per fare da mezzano con le prostitute del posto. Finita la guerra, András ritorna in Ungheria. Dopo alcuni tentativi andati a vuoto, la sua vita sentimentale subisce una svolta. Un giorno, mentre frequenta la biblioteca, incontra Maya, una donna sposata, e se ne innamora. Dopo averle confessato maldestramente i suoi sentimenti, András inizia con lei una relazione. Grazie a Maya, il ragazzo inizia ad acquisire una maggiore comprensione di sé stesso e del suo corpo, ma anche di come relazionarsi con le donne. Dopo il termine della relazione adultera, sono molteplici le donne conosciute da András: nei modi più disparati, e per periodi di tempo più o meno lunghi, il ragazzo incontra e frequenta donne mature di ogni tipo, talvolta comprensive e disponibili, talvolta ostili, e con le quali continua il suo viaggio alla scoperta di tutte le sfaccettature dell'amore e della sessualità, mentre sullo sfondo la situazione politica dell'Ungheria precipita. András lascia definitivamente il suo paese natale dopo la rivoluzione ungherese del 1956. Viene accolto come rifugiato per un breve periodo in Italia, dove spera di trovare un lavoro in qualche università e ultimare la sua tesi. Qui inizia una relazione con l'ennesima donna della sua vita, Paola, ma anche questa relazione finisce. András viene respinto dalle università italiane, per le quali la sua formazione non risulta sufficiente, e decide di emigrare in Canada prima, e negli Stati Uniti poi, dove diviene docente di filosofia all'Università del Michigan e si dedica alla scrittura delle sue memorie.

## Opere derivate
- Donna è meraviglia (In Praise of Older Women), film del 1978 diretto da George Kaczender
- En brazos de la mujer madura, film del 1997 diretto da Manuel Lombardero

## Edizioni
- (FR) Stephen Vizinczey, Éloge des femmes mûres, traduzione di Marie-Claude Peugeot, Éditions du Rocher, 2001, ISBN 2-07-033655-7.
- Stephen Vizinczey, Elogio delle donne mature, traduzione di Mariagiulia Castagnone, Venezia, Marsilio, 2003, ISBN 9788831782555.